# Bluesový standard

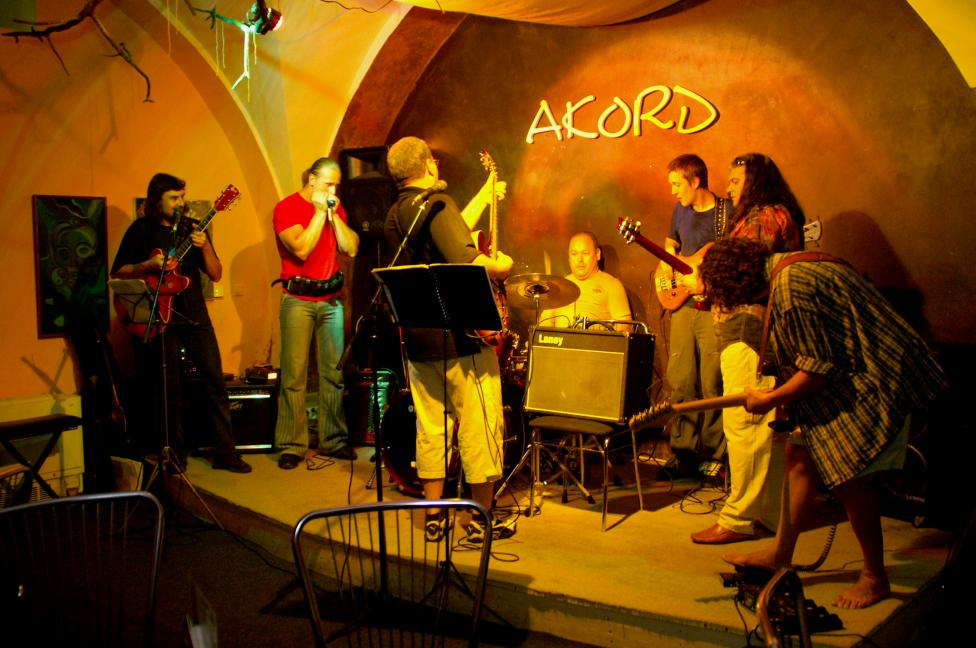
Blues jam session (zaniklý klub Akord)

Bluesový standard je mezi hudebníky i posluchači blues obecně známá skladba. Většina bluesových standardů pochází od amerických černošských autorů jako Johnny „Guitar” Watson, Muddy Waters, John Lee Hooker, B. B. King, Robert Johnson, Howlin' Wolf  nebo Freddie King. Jejich skladby často nově nahráli a mají v repertoáru jimi ovlivnění muzikanti, jako Eric Clapton, Gary Moore, Johnny Winter nebo Joe Bonamassa.
Tyto skladby také slouží rockovým, bluesovým i jazzovým hudebníkům k společnému hraní při improvizovaných jam session.